# Azipod
Azipod (eng. Azimuthing Podded Drive) registrirani je naziv specifičnog azimutalbog propulzora, izvorno razvijena u Finskoj zajedničkim pothvatom Kvaerner MASA brodogradilišta i ABB grupe. To je brodska pogonska jedinica koja se sastoji od vijka pogonjenog elektromotorom montiranog u kućištu kojim je moguće upravljati. Ideja za takav pogon nastala je još 1980. godine, a prvi put je ugrađen 1990. godine na finski servisni brod «Seili». Prvi komercijalni brod s ugrađenim Azipod pogonom bio je proizvod-tanker «Uikku» 1993. godine, a prvi putnički brod «Elation» 1998. godine.

## Koncept
Kučište vijka (eng. pod) je obično usmjereno prema pramcu zbog nesmetanog toka fluida i učinkovitijeg rada. Budući se može okretati oko svoje osi, potisak se može primijeniti u bilo kojem smjeru. Azimut potisnici daju brodovima veću upravljivost i omogućuju im kretanje krmom skoro učinkovito kao i pramcem. Novi kontra-rotirajući vijak koji se postavlja s druge strane kučišta postiže još veću učinkovitost propulzijskog sustava.
U tradicionalnom azimutnom pogonskom sustavu motor se nalazi unutar trupa, a vijak je pogonjen preko osovina. U Azipod sustavu, električni motor je smješten unutar kućišta, a vijak je spojen izravno na vratilo motora. Kao propulzijski motor se koriste sinkroni i asinkroni električni motor, a u najsuvremenijim SSP azimutalnim pogonima permanentno uzbuđeni sinkroni motor znatno manje težine i dimenzija u odnosu na standardni sinkroni pa su tako dodatno poboljšana hidro-dinamička svojstva broda. Izbjegavajući korištenje propelerske osovine, vijak se može postaviti na većoj dubini od dna krme broda gdje je strujanje fluida stabilnije, što daje veću iskoristivost vijka. 
Električna enegija za Azipodni motor se povodi kroz klizne prstenove koji omogućuju rotiranje kučišta za 360°. Budući da su vijci s fiksnim usponom korišteni, snaga Azipodnog sustava je uvijek dana preko električnog pogona s pretvaračem frekvencije koji dopušta upravljanje brzinom i smjerom motora. Prikladan je za snage do 25 MW propulzijskog motora i za brzine vrtnje do oko 200 o/min.